# Konrad Lässig
Konrad Lässig (* 8. Mai 1927 in Hohenstein-Ernstthal; † 30. Juli 2007 in Dresden) war ein deutscher Architekt. 

## Leben
Konrad Lässig absolvierte zunächst eine Lehre als Zimmerer und studierte anschließend von 1949 bis 1955 an der TH Dresden Architektur. Zu seinen Lehrern gehörte Heinrich Rettig. Er war anschließend bis 1963 am Institut für Städtebau bei Georg Funk als wissenschaftlicher Mitarbeiter tätig und war unter anderem an Wettbewerbsbeiträgen von Funk beteiligt, zum Beispiel für Fennpfuhl. Zwischen 1963 und 1967 arbeitete er unter Hans Schmidt in der Abteilung Theorie und Geschichte der Deutschen Bauakademie (DBA). Lässig veröffentlichte 1967 sein Werk Straßen und Plätze. Beispiele zur Gestaltung städtebaulicher Räume, das 1971 in zweiter Auflage erschien.
Bereits während seiner Zeit an der DBA hatte er sich in Eigeninitiative an internationalen Architekturwettbewerben beteiligt, darunter an Wettbewerben für das Zentrum von Warna und Tel Aviv-Jaffa. Im Jahr 1967 wechselte Konrad Lässig an das Entwurfsbüro für Stadtplanung in Dresden, wo er als Architekt tätig war und wirkte ab 1975 als stellvertretender Stadtarchitekt in Dresden.
Konrad Lässigs erster großer Neubau war die dreigeschossige Kinder- und Jugendsportschule „Artur Becker“ mit Sporthalle auf der Parkstraße in Dresden. Der Plattenbau wurde bis 1973 noch durch eine Mensa ergänzt. Der Gebäudekomplex, in dem unter anderem Matthias Sammer und Karin Enke gelernt hatten, wurde 2012 zugunsten des Neubaus des Gymnasiums Bürgerwiese abgerissen. Als stellvertretender Stadtarchitekt Dresdens entwarf Lässig in Zusammenarbeit mit Stadtarchitekt Heinz Michalk (* 1934) und anderen im Kollektiv die große Plattenbausiedlung in Prohlis und setzte sich mit Bebauungen in Gorbitz auseinander, schuf jedoch auch Plattenbaukomplexe unweit der Technischen Universität Dresden. Ein Teil der bis 1989 entstandenen Gebäude wurde seither abgerissen, so zwischen 2005 und 2011 die Sternhäuser in Niedersedlitz/Prohlis. Intensiv setzte sich Lässig zudem mit der Wohnsituation in der Äußeren Neustadt sowie der Hauptstraße („Straße der Befreiung“) in der Inneren Neustadt auseinander. Er war am Wiederaufbau von Neustädter Markt und Hauptstraße beteiligt und wurde für die „städtebaulicharchitektonische Gestaltung des Ensembles ‚Straße der Befreiung‘ in Dresden“ 1980 im Kollektiv mit dem Nationalpreis der DDR III. Klasse für Kunst und Literatur ausgezeichnet.
Nach der Wende war Lässig in leitender Funktion im neugegründeten Stadtplanungsamt der Stadt Dresden tätig und ging Anfang der 1990er-Jahre in Rente. Er verstarb 2007 in Dresden und wurde auf dem Alten Annenfriedhof beigesetzt.

## Projektierungen und Bauten (Auswahl)

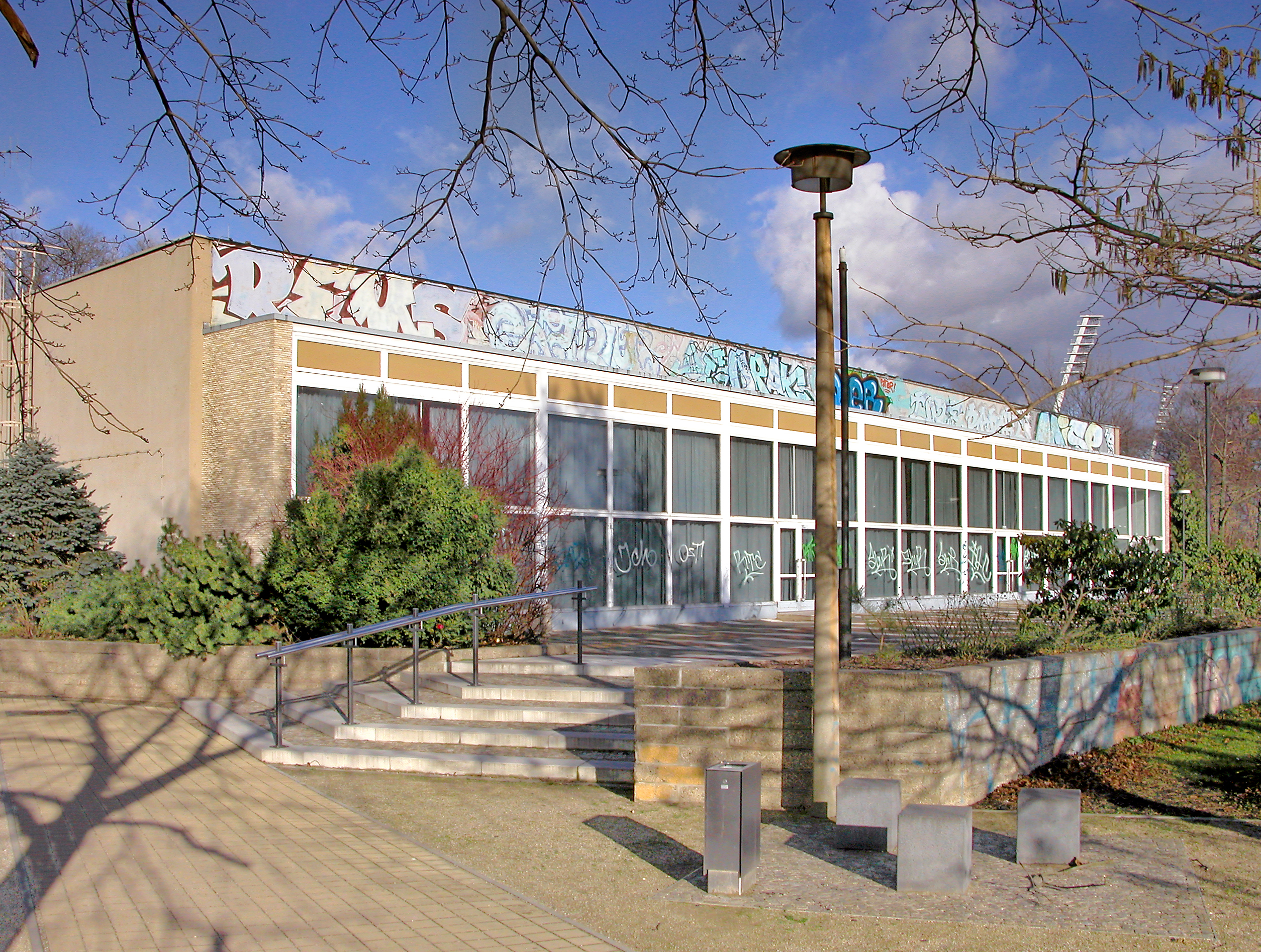
Sporthalle der ehem. Kinder- und Jugendsportschule „Artur Becker“

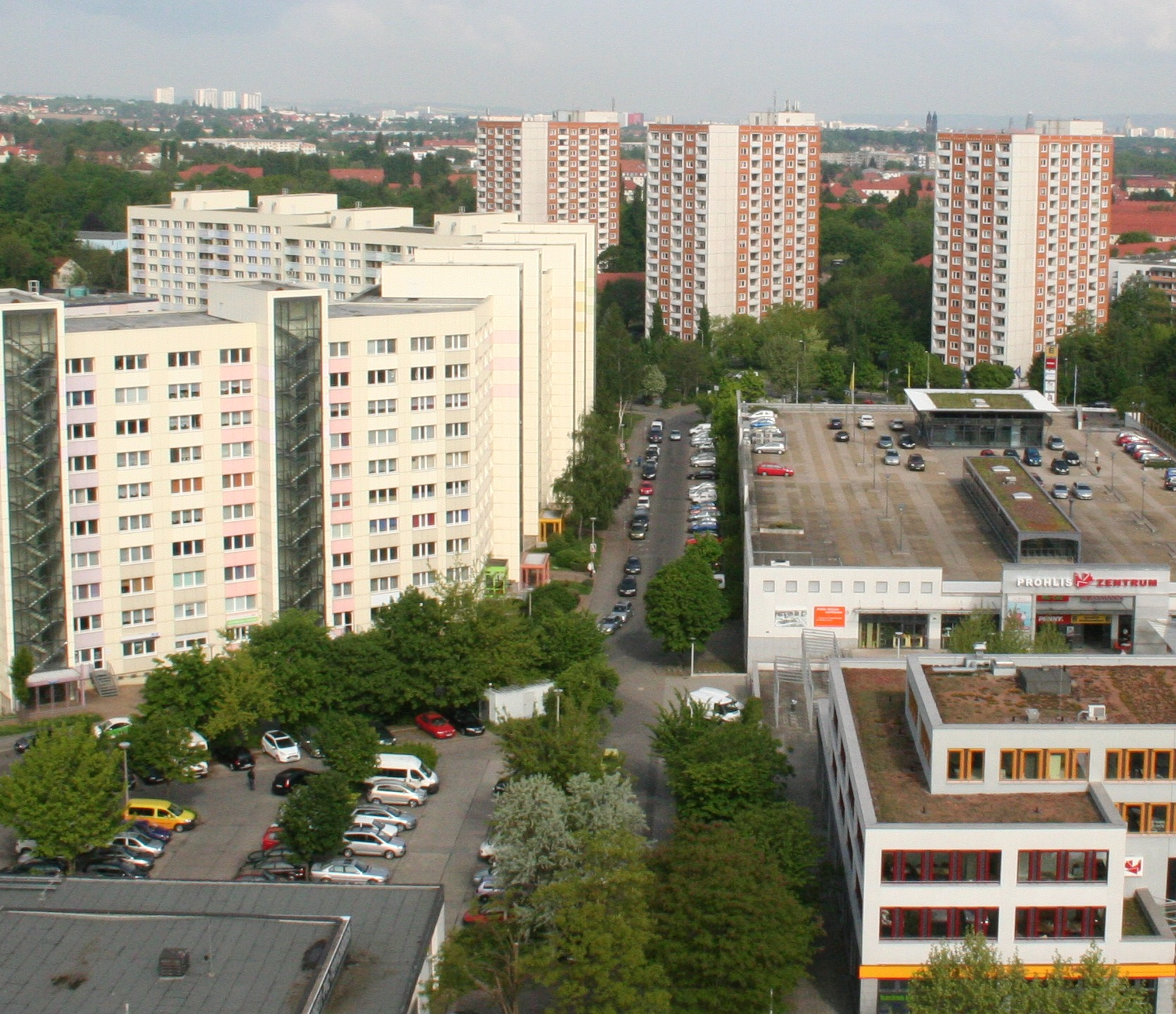
Zentrum von Prohlis, Blick Richtung Nordwesten

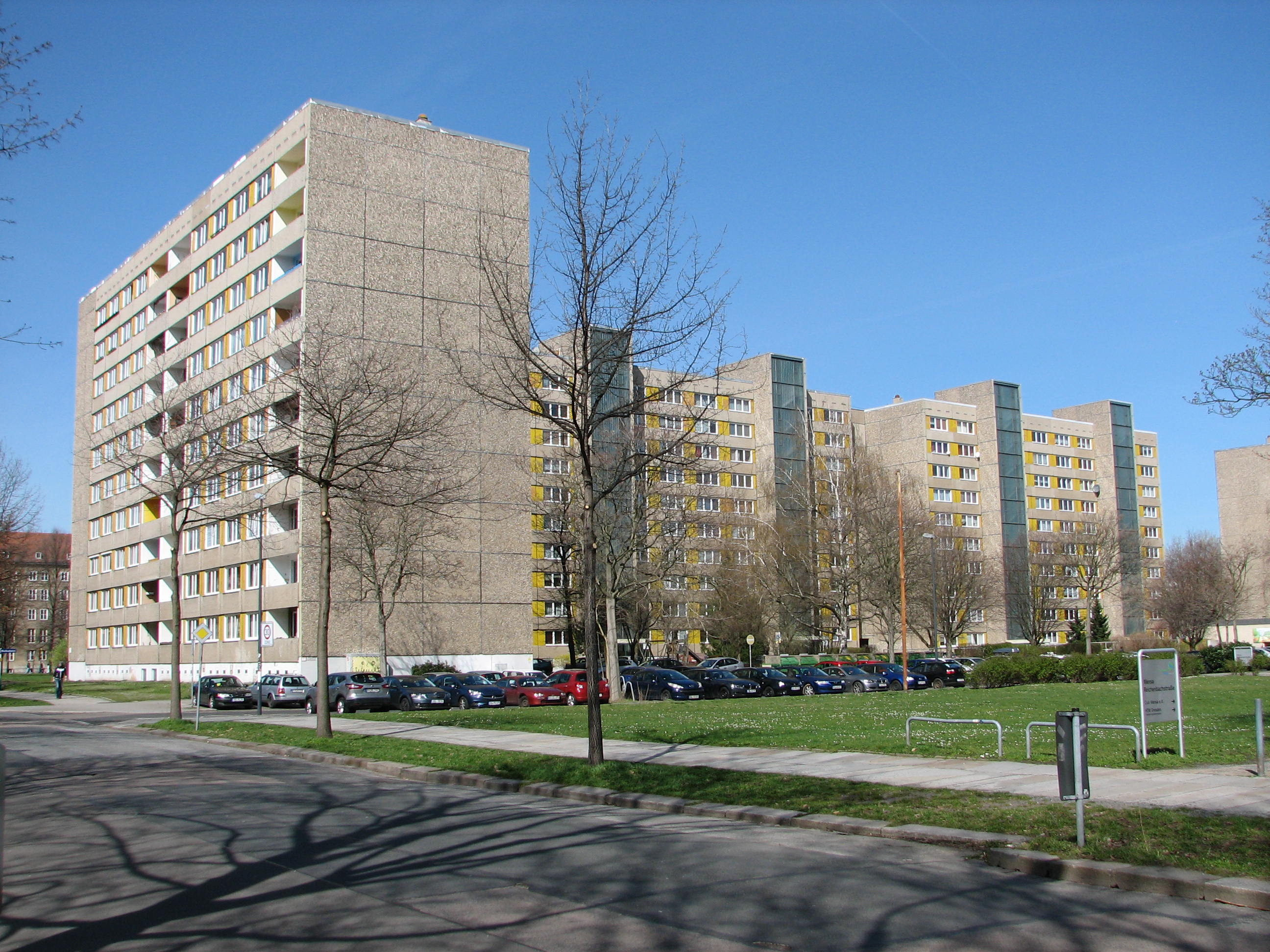
Wohnbauten an der Fritz-Löffler-Straße

- 1956: Wettbewerb Innenstadt von Hoyerswerda (im Kollektiv Georg Funk)
- 1965: Wettbewerb Berlin-Fennpfuhl (im Kollektiv Georg Funk)
- 1963–1964: Wettbewerb für Halle-West (im Kollektiv Hans Schmidt)
- 1965–1966: Wettbewerb für Innenstadt Potsdam (im Kollektiv Hans Schmidt)
- 1965–1966: Wettbewerb für Innenstadt Warna
- 1966–1967: Wettbewerb für Innenstadt Erfurt (im Kollektiv Hans Schmidt)
- 1966–1967: Neubau Kinder- und Jugendsportschule „Artur Becker“, Parkstraße 4 (2012 abgerissen)
- 1974–1980: Wiederaufbau Neustädter Markt und Hauptstraße (im Kollektiv)
- 1976–1980: Aufbau Großsiedlung Prohlis (mit Heinz Michalk, Udo Fehrmann, Gerhard Landgraf und Ingeborg Lampadius, u. a. Sternhäuser in Niedersedlitz, die zwischen 2005 und 2011 abgerissen wurden)
- 1983: Plattenbauten Fritz-Löffler-Straße/Hochschulstraße, Dresden

## Veröffentlichungen
- Straßen und Plätze: Beispiele zur Gestaltung städtebaulicher Räume. Verlag für Bauwesen, Berlin 1968 (2. Auflage 1971).
- mit Heinz Michalk, Udo Fehrmann: Wohngebiet Dresden-Prohlis. In: Architektur der DDR, Jg. 24, Nr. 6, 1975, S. 340–344.
- mit Heinz Michalk: Variantenvergleich zur städtebaulichen Gestaltung eines Wohnbereiches in hängigem Gelände am Beispiel des Wohnkomplexes 2 in Dresden-Gorbitz. In: Architektur der DDR, Jg. 25, Nr. 6, 1976.
- mit Heinz Michalk: Variantenvergleich zur Entwicklung von Vorschlägen für ein fünfgeschossiges Würfelhaus. In: Architektur der DDR, Jg. 26, Nr. 7, 1977.
- mit Christine Strobel: Wettbewerb zur Umgestaltung der Äusseren Neustadt von Dresden. In: Architektur der DDR, Jg. 27, Nr. 4, 1978, S. 218–221.
- mit Heinz Michalk: Planungsansätze und Probleme bei der weiteren Verstärkung der intensiven Stadtreproduktion zur Lösung der Wohnungsfrage in Dresden. TU Dresden, Dresden 1981.
- Zur Lückenschließung bei der Rekonstruktion innerstädtischer Wohngebiete am Beispiel der Äußeren Neustadt in Dresden . In: Bauzeitung, Jg. 35, Nr. 10, 1981, S. 521–526.
- Voraussetzungen zur Bebauung des Neumarktes: 12 Grundsätze eines Gestaltungsplans. In: Der Dresdner Neumarkt, Jg. 13, Nr. 4, 1995, S. 55–63.

## Auszeichnungen
- 1969: Medaille „Erbauer Stadtzentrum Dresden“
- 1972: Schinkelmedaille in Silber
- 1979: Architekturpreis des Bezirks Dresden
- 1980: Nationalpreis der DDR III. Klasse für Kunst und Literatur (im Kollektiv, für die städtebaulicharchitektonische Gestaltung des Ensembles „Straße der Befreiung“ in Dresden)